# 마리 앙투아네트 (2006년 영화)
《마리 앙투아네트》(Marie Antoinette)는 프랑스에서 제작된 소피아 코폴라 감독의 2006년 드라마 영화이다. 커스틴 던스트 등이 주연으로 출연하였고 소피아 코폴라 등이 제작에 참여하였다.

## 줄거리
영화는 14세의 오스트리아 대공녀 마리 앙투아네트가 프랑스와의 동맹을 위해 프랑스 왕세자 루이 16세와 정략결혼하면서 시작된다. 마리는 프랑스 궁정 생활에 적응하지 못하고, 형식적인 절차와 궁중 암투에 답답함을 느낀다. 결혼 후 오랫동안 후사를 보지 못해 궁정의 비난을 받지만, 사실 아이를 갖지 못한 원인은 남편에게 있었다. 마리는 사치스러운 생활과 도박으로 시간을 보내며, 루이 15세의 정부인 뒤바리와 불화를 겪는다. 그러던 중 루이 15세가 죽고 루이 16세가 왕위에 오르면서 마리는 왕비가 된다.
마리의 오빠인 요제프 2세가 방문하여 방탕한 생활을 경고하지만, 마리는 쉽게 받아들이지 않는다. 요제프 2세는 루이 16세에게 성관계 방법을 알려주고, 마침내 마리와 루이 16세는 첫 관계를 맺고 딸을 낳는다. 이후 마리는 베르사유 궁 내의 작은 별궁인 프티 트리아농에서 많은 시간을 보내며, 악셀 페르센과 불륜 관계를 시작한다. 프랑스의 재정 위기가 심화되고 백성들의 불만이 고조되면서, 마리의 사치스러운 생활은 '마담 데피시'라는 별명을 얻게 하고, 그녀의 이미지는 더욱 나빠진다.
시간이 흘러 마리는 가정을 더 중요시하게 여기고 재정적인 부분에서 절약을 시도한다. 1780년 어머니가 죽고, 이후 두 아들을 더 낳지만 막내딸은 일찍 죽는다. 프랑스 혁명이 발발하고 바스티유 감옥 습격 사건이 일어나자 왕족들은 대부분 국외로 피신하지만, 마리 가족은 프랑스에 남기로 결정한다. 결국 분노한 프랑스 시민들은 왕족들을 파리로 강제 이주시키고, 영화는 왕족들이 튈르리 궁전으로 옮겨지는 장면과 폭도들에게 파괴된 마리 앙투아네트의 베르사유 침실을 비추며 끝을 맺는다.

## 출연

### 주연
- 커스틴 던스트: 마리 앙투아네트 역
- 제이슨 슈왈츠먼: 루이 16세 역
- 립 톤: 루이 15세 역

### 조연
- 주디 데이비스: 안 드 "노아유 백작부인"
- 스티브 쿠건
- 로즈 번: 욜랑드 드 폴라스트롱 드 "폴리냑 공작부인"
- 아시아 아르젠토: 마담 뒤바리
- 몰리 섀넌: 마담 빅투아르
- 셜리 헨더슨: 마담 소피
- 대니 휴스턴: 요제프 2세 폰 외스터라이히
- 메리앤 페이스풀: 황태후 마리아 테레지아
- 메리 나이: 랑발 공작부인
- 제이미 도넌: 악셀 폰 페르센
- 알 위버: 샤를 드 아르투아 백작
- 사라 애들러: 마리테레즈 드 아르투아 백작부인
- 서배스천 아메스토: 루이 스타니슬라스 드 프로방스 백작
- 클레멘틴 포이다츠: 마리조제핀 드 프로방스 백작부인
- 셀린 살레트
- 오로르 클레망
- 기욤 갈리엔: 샤를 그라비에 드 베르젠 백작
- 장크리스토프 부베: 에티엔프랑수아 드 슈아죌 공작
- 톰 하디
- 제임스 랜스: 레오나르 오티에
- 마티외 아말리크

## 기타
- 원작자: 안토니아 프레이저
- Line PD: 크리스틴 래스필르
- 공동제작: 캘럼 그린
- 미술: K.K. 바렛
- 의상: 밀레나 카노네로
- 배역: 안토니에트 불라
- 배역: 카렌 린제이 스튜어트